# Riu de la Vansa
El riu de la Vansa o riu de Lavansa és un curs d'aigua de la comarca catalana de l'Alt Urgell, concretament del municipi de la Vansa i Fórnols. Es troba, doncs, a la vall de la Vansa i desemboca al riu Segre.
Aquest riu ha excavat un llarg i sinuós engorjat al Montsec de Tost.